# Bandera de Gabón
La bandera nacional de Gabón fue adoptada en 9 de agosto de 1960. Está compuesta por tres franjas horizontales del mismo tamaño. El color de la franja superior es el verde, que simboliza la flora del país. La franja central, de color amarillo, representa la luz del sol. La franja inferior es azul, el mismo color del Océano Atlántico que baña las costas del país. La antigua bandera tenía la bandera de Francia en el cantón y tenía las franjas, mas la amarilla era parecida a una línea. 

## Historia
Los franceses tomaron el control de la actual Gabón en 1839, cuando un jefe local entregó la soberanía de su tierra a ellos. La Conferencia de Berlín de 1885 solidificó el reclamo de Francia sobre el territorio mediante el reconocimiento diplomático, y posteriormente se convirtió en parte de la África Ecuatorial Francesa en 1910. Bajo el dominio colonial francés sobre Gabón, las autoridades prohibieron a la colonia utilizar su propia bandera colonial distintiva. Esto se debía a que temían que esto pudiera aumentar el sentimiento nacionalista y provocar demandas de independencia. Sin embargo, con el surgimiento del movimiento de descolonización en África, los franceses se vieron obligados a otorgar autonomía limitada a Gabón como una república autónoma dentro de la Comunidad Francesa. Esto se concedió en 1958 después de que se celebrara un referéndum que respaldaba la propuesta.

## Galería

Bandera de Gabón (1959-1960)
Estandarte presidencial (1960-1990)
Estandarte presidencial (1990-2016)
Estandarte presidencial